# Ling-Ling et Hsing-Hsing
Pour le panda géant offert au Japon en 1992, voir Ling Ling.
Pour les articles homonymes, voir Ling.

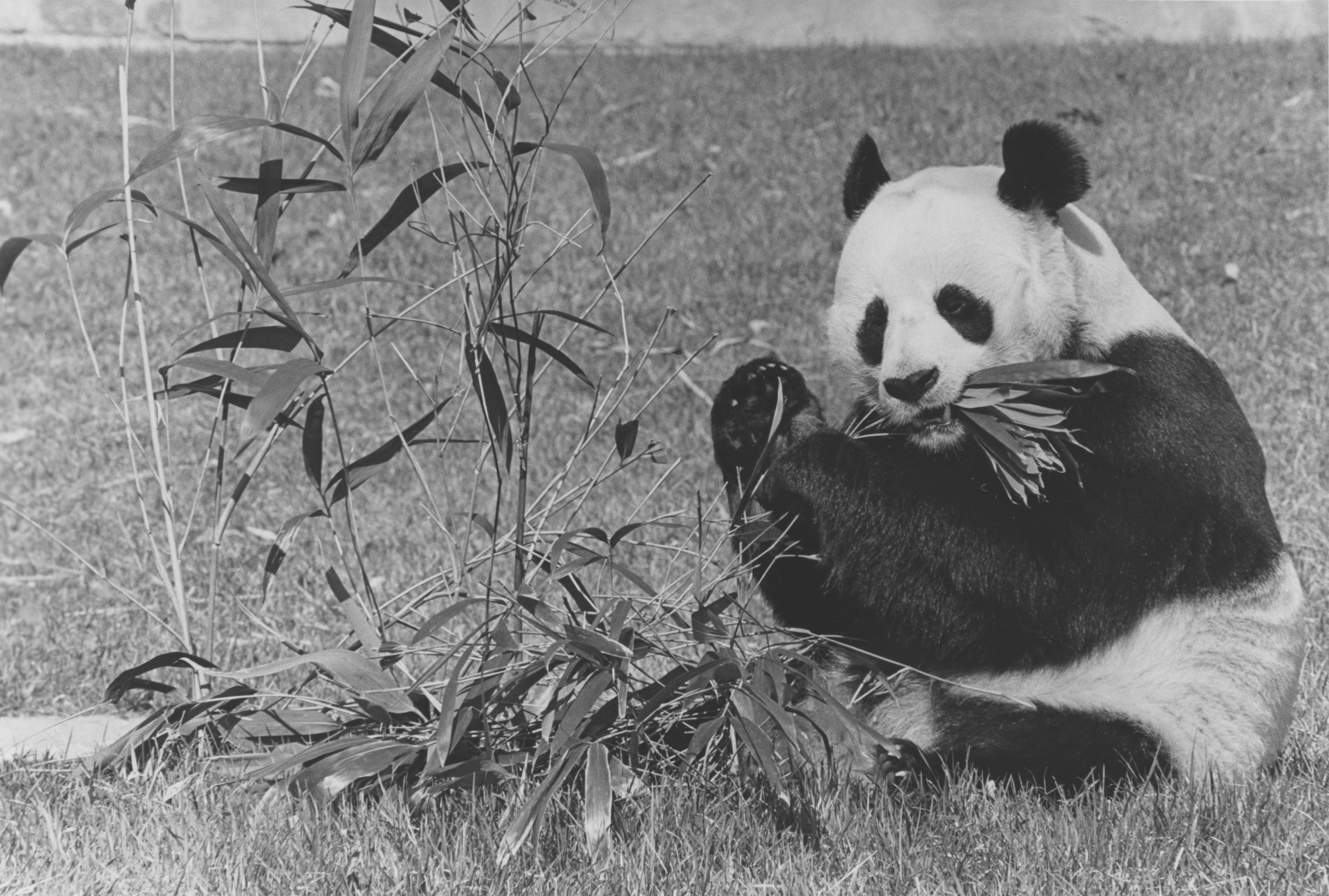
Hsing-Hsing mangeant un bambou au parc zoologique national de Washington, en 1979.

Ling-Ling (1969-1992) et Hsing-Hsing (1970-1999) sont deux pandas géants offerts aux États-Unis par le gouvernement de la Chine après la visite du président Richard Nixon en 1972. En retour, le gouvernement américain a envoyé en Chine une paire de bœufs musqués. 
Les pandas sont arrivés au parc zoologique national de Washington le 16 avril 1972, lors d'une cérémonie en présence de la First Lady, Pat Nixon. Durant leur séjour dans le zoo, ils ont attiré des millions de visiteurs chaque année. 
Entre 1983 et 1989, le couple a eu cinq petits, mais aucun d'entre eux n'a survécu plus de quelques jours.
Ling-Ling est mort subitement d'une insuffisance cardiaque en décembre 1992, et était alors le panda géant ayant vécu le plus longtemps en captivité hors de Chine. Hsing-Hsing battait son record quand il a été euthanasié par les gardiens de zoo en novembre 1999 à l'âge de 28 ans en raison d'une insuffisance rénale douloureuse. Après la mort de Hsing-Hsing, le zoo a reçu des milliers de lettres et de cartes de gens à travers le pays exprimant leur sympathie. 
La Maison de Panda au National Zoo est restée vide pendant plus d'un an jusqu'à l'arrivée de Tian Tian et Mei Xiang du Centre de conservation et de recherche de Wolong pour les pandas géants en décembre 2000.